# Dictyna donaldi
Dictyna donaldi är en spindelart som beskrevs av Arthur M. Chickering 1950. Dictyna donaldi ingår i släktet Dictyna och familjen kardarspindlar.
Artens utbredningsområde är Panama. Inga underarter finns listade i Catalogue of Life.